# Vilar Seco (Nelas)
Vilar Seco ist eine Gemeinde (Freguesia) im portugiesischen Kreis Nelas. In ihr leben 668 Einwohner (Stand 19. April 2021).